# Jevgeni Koelikov
Jevgeni Nikolajevitsj Koelikov (Russisch: Евгений Николаевич Куликов) (Oblast Sverdlovsk, 25 mei 1950) is een voormalig Russisch schaatser. Hij was gespecialiseerd op de sprint afstanden.

## Carrière
Koelikov nam als deelnemer van de Sovjet-Unie twee keer deel aan de Olympische Winterspelen (in 1976 en 1980).

## Records

### Persoonlijke records
| Afstand    | Tijd    | Datum         | Baan  |
| ---------- | ------- | ------------- | ----- |
| 500 meter  | 36,91   | 28 maart 1981 | Medeo |
| 1000 meter | 1.15,33 | 19 maart 1977 | Medeo |

### Wereldrecords
| Nr. | Afstand        | Tijd    | Datum         | Baan  |
| --- | -------------- | ------- | ------------- | ----- |
| 1.  | 500 meter      | 37,99   | 15 maart 1975 | Medeo |
| 2.  | 500 meter      | 37,97   | 16 maart 1975 | Medeo |
| 3.  | 500 meter      | 37,20   | 28 maart 1975 | Medeo |
| 4.  | 500 meter      | 37,00   | 29 maart 1975 | Medeo |
| 5.  | Sprintvierkamp | 153,250 | 29 maart 1975 | Medeo |
| 6.  | 1000 meter     | 1.15,70 | 20 maart 1976 | Medeo |
| 7.  | Sprintvierkamp | 151,190 | 21 maart 1976 | Medeo |
| 8.  | 1000 meter     | 1.15,33 | 19 maart 1977 | Medeo |
| 9.  | 500 meter      | 36,91   | 28 maart 1981 | Medeo |

## Resultaten
| Jaar | Olympische Spelen | WK Sprint |
| ---- | ----------------- | --------- |
| 1974 |                   | 16e       |
| 1975 |                   | Zilver    |
| 1976 | 500m              |           |
| 1977 |                   | Brons     |
| 1978 |                   | 9e        |
| 1979 |                   | NS4       |
| 1980 | 500m              | 6e        |

NS4 = niet gestart op de 4e afstand

### Medaillespiegel
| Kampioenschap     | Goud | Zilver | Brons |
| ----------------- | ---- | ------ | ----- |
| Olympische Spelen | 1    | 1      | 0     |
| WK Sprint         | 0    | 1      | 1     |

1924: Charles Jewtraw ·
1928: Clas Thunberg/Bernt Evensen ·
1932: Jack Shea ·
1936: Ivar Ballangrud ·
1948: Finn Helgesen ·
1952: Ken Henry ·
1956: Jevgeni Grisjin ·
1960: Jevgeni Grisjin ·
1964: Richard McDermott ·
1968: Erhard Keller ·
1972: Erhard Keller ·
1976: Jevgeni Koelikov ·
1980: Eric Heiden ·
1984: Sergej Fokitsjev ·
1988: Uwe-Jens Mey ·
1992: Uwe-Jens Mey ·
1994: Aleksandr Goloebev ·
1998: Hiroyasu Shimizu ·
2002: Casey FitzRandolph ·
2006: Joey Cheek ·
2010: Mo Tae-bum ·
2014: Michel Mulder ·
2018: Håvard Holmefjord Lorentzen ·
2022: Gao Tingyu